# Vaisnavizmus

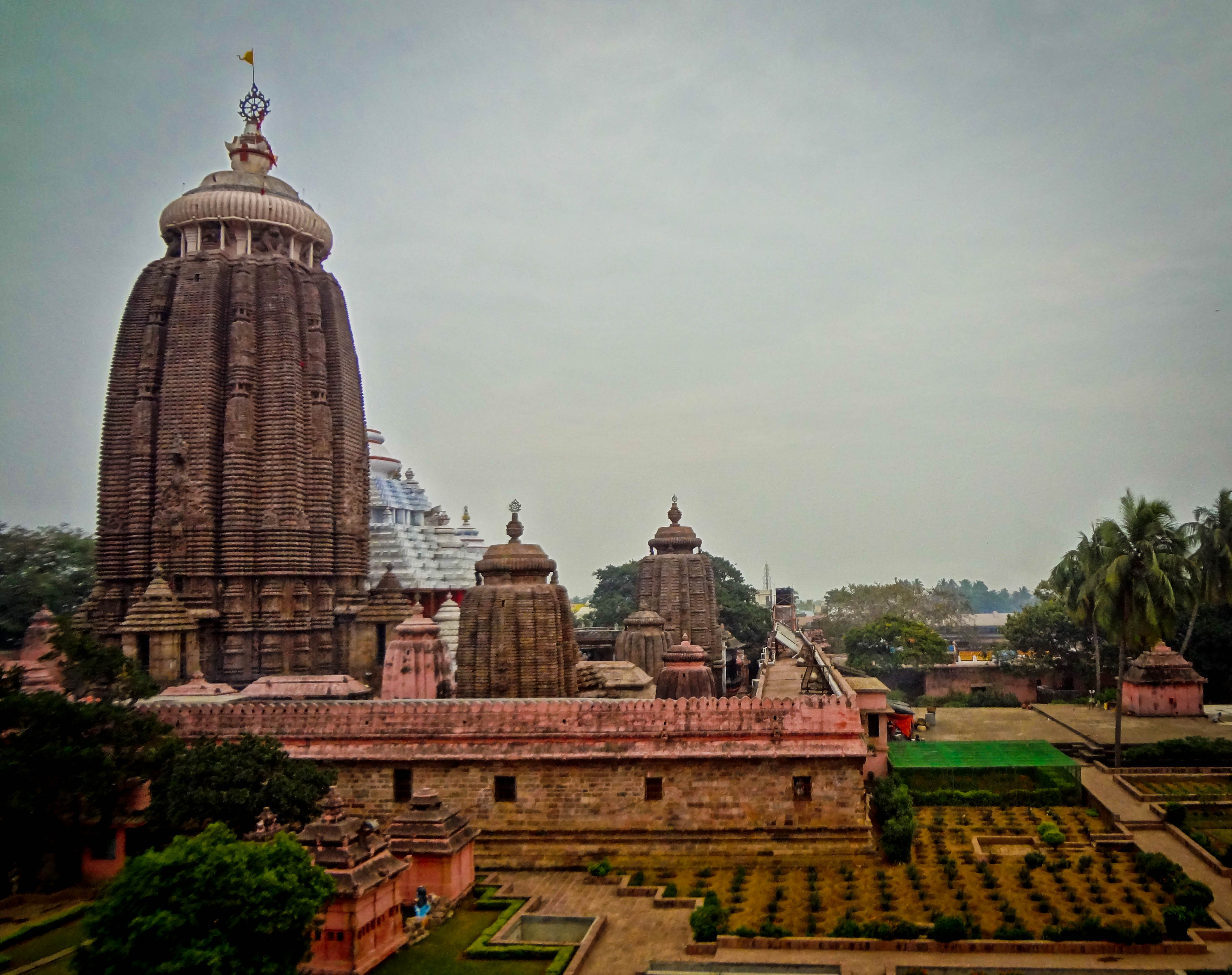
Hagyományos hindu templom, Puriban (Orisza, India)

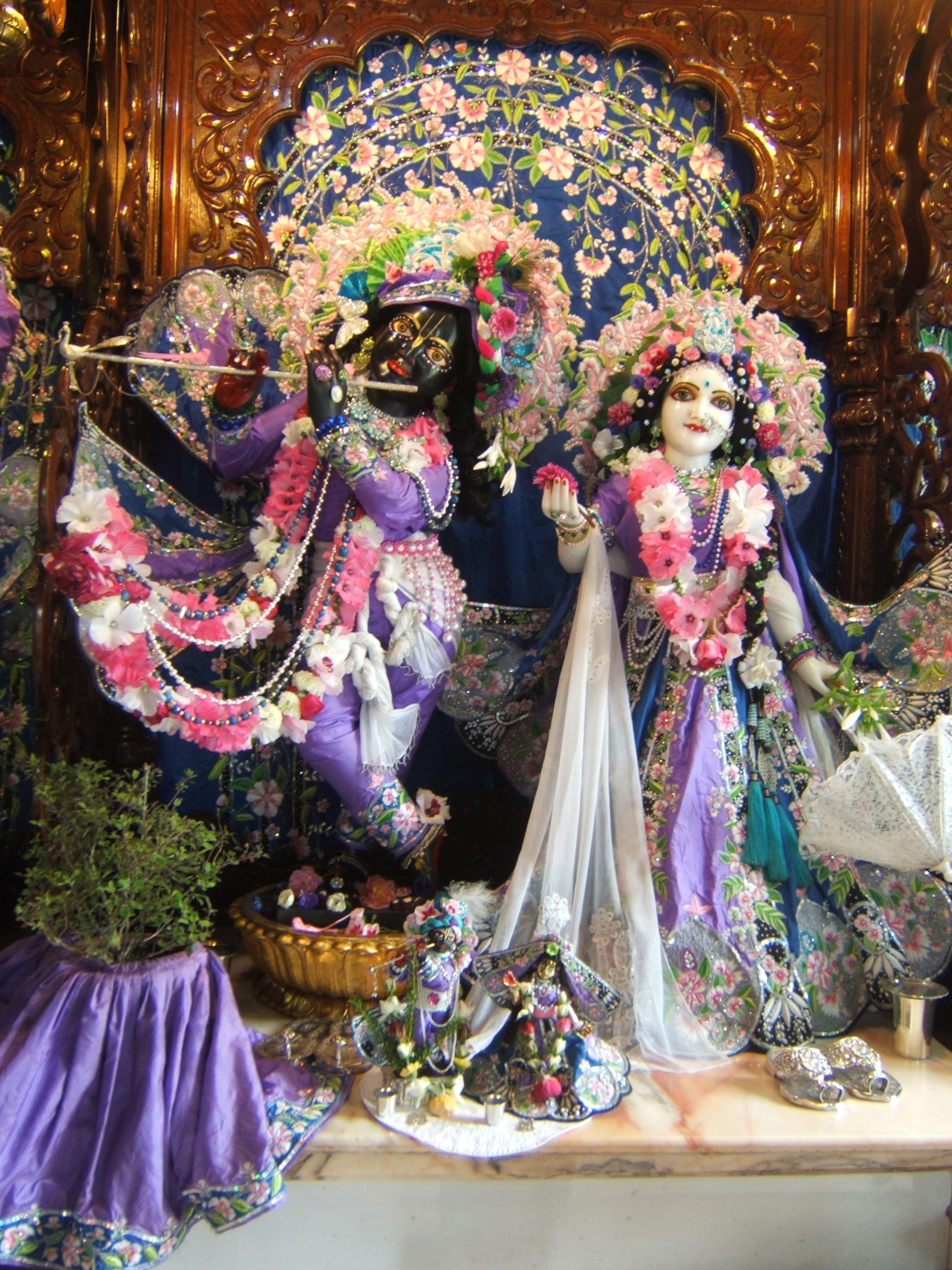
Rádha, Krisna múrti

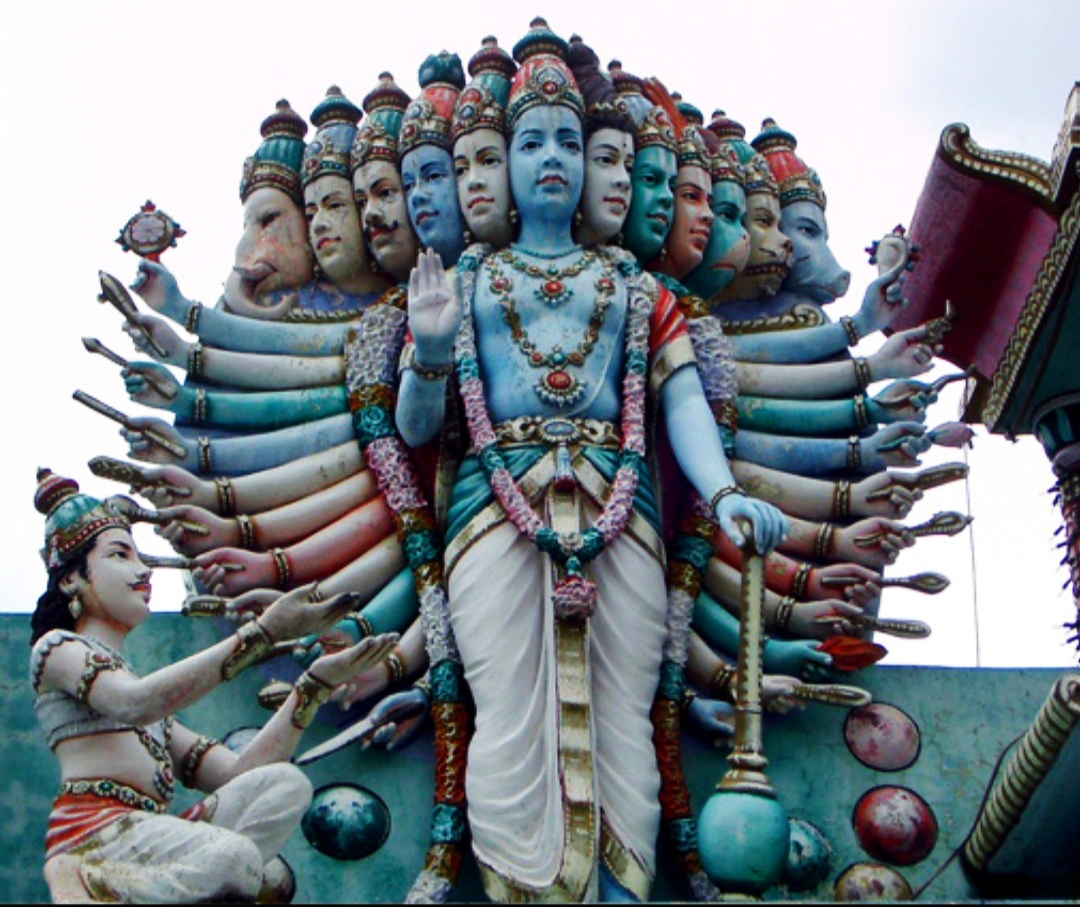
Visnu megmutatja valódi formáját Ardzsunának (Bhagavad-gíta)

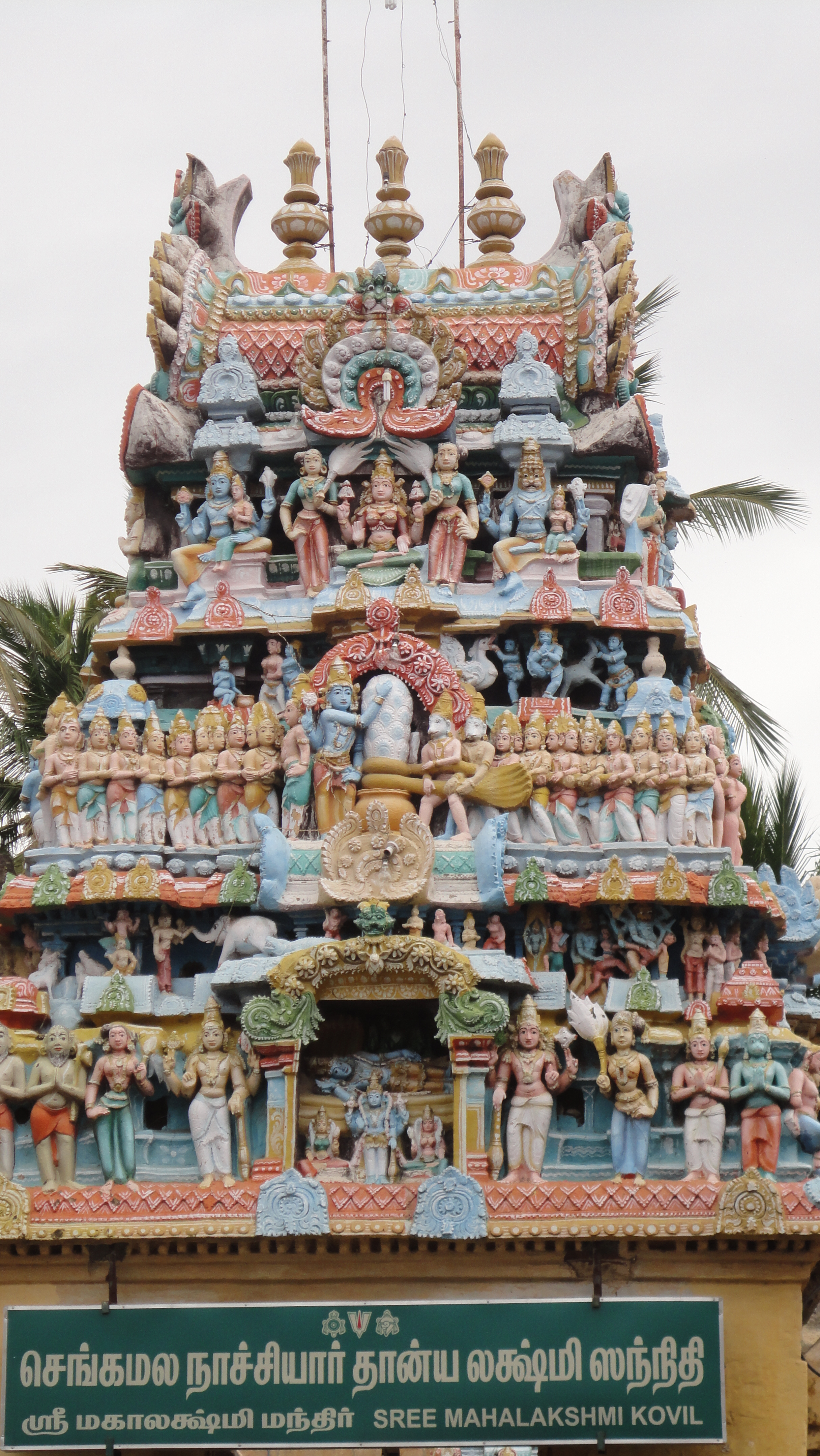
Srírangami templom

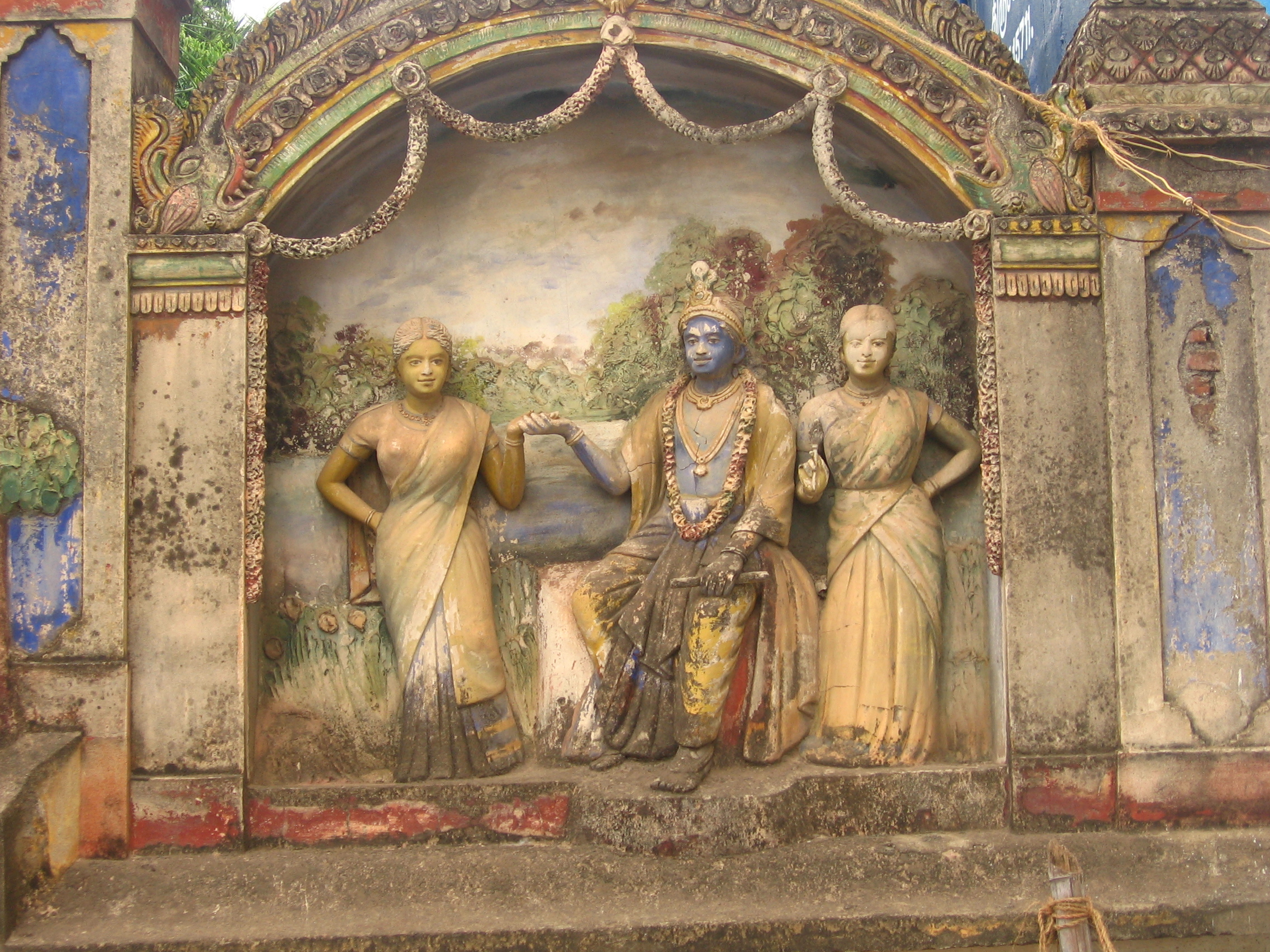
Részlet egy Srírangami toronyról

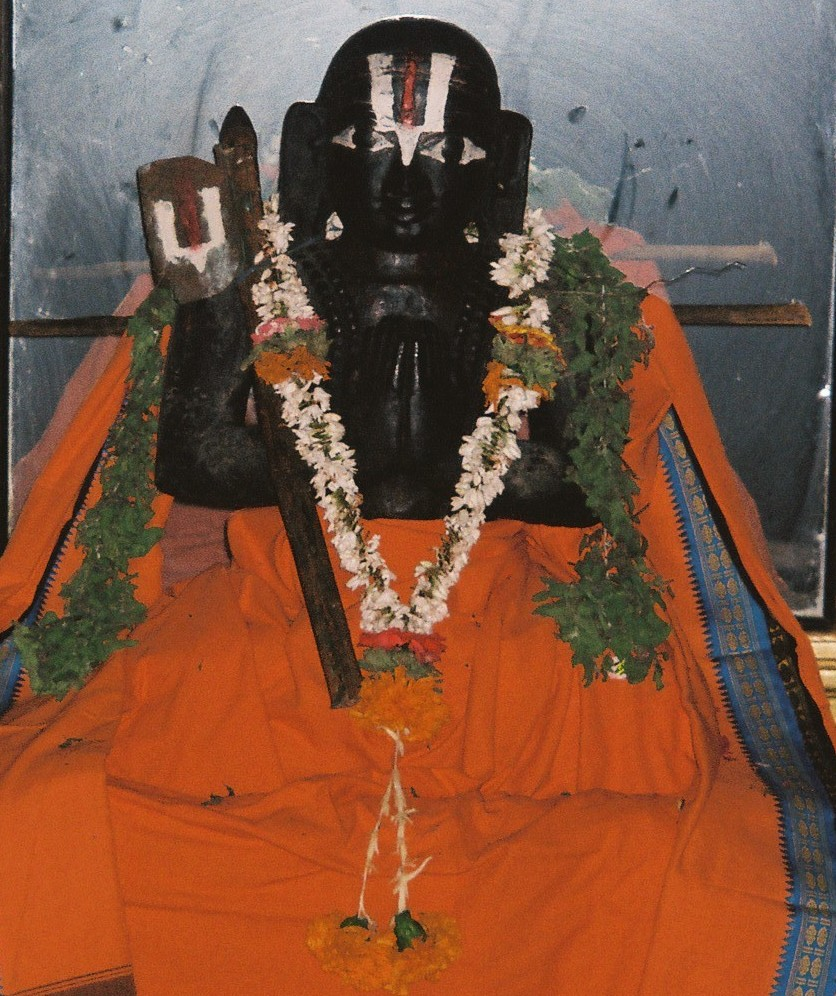
Rámanudzsa szobra (Srívaisnavizmus)

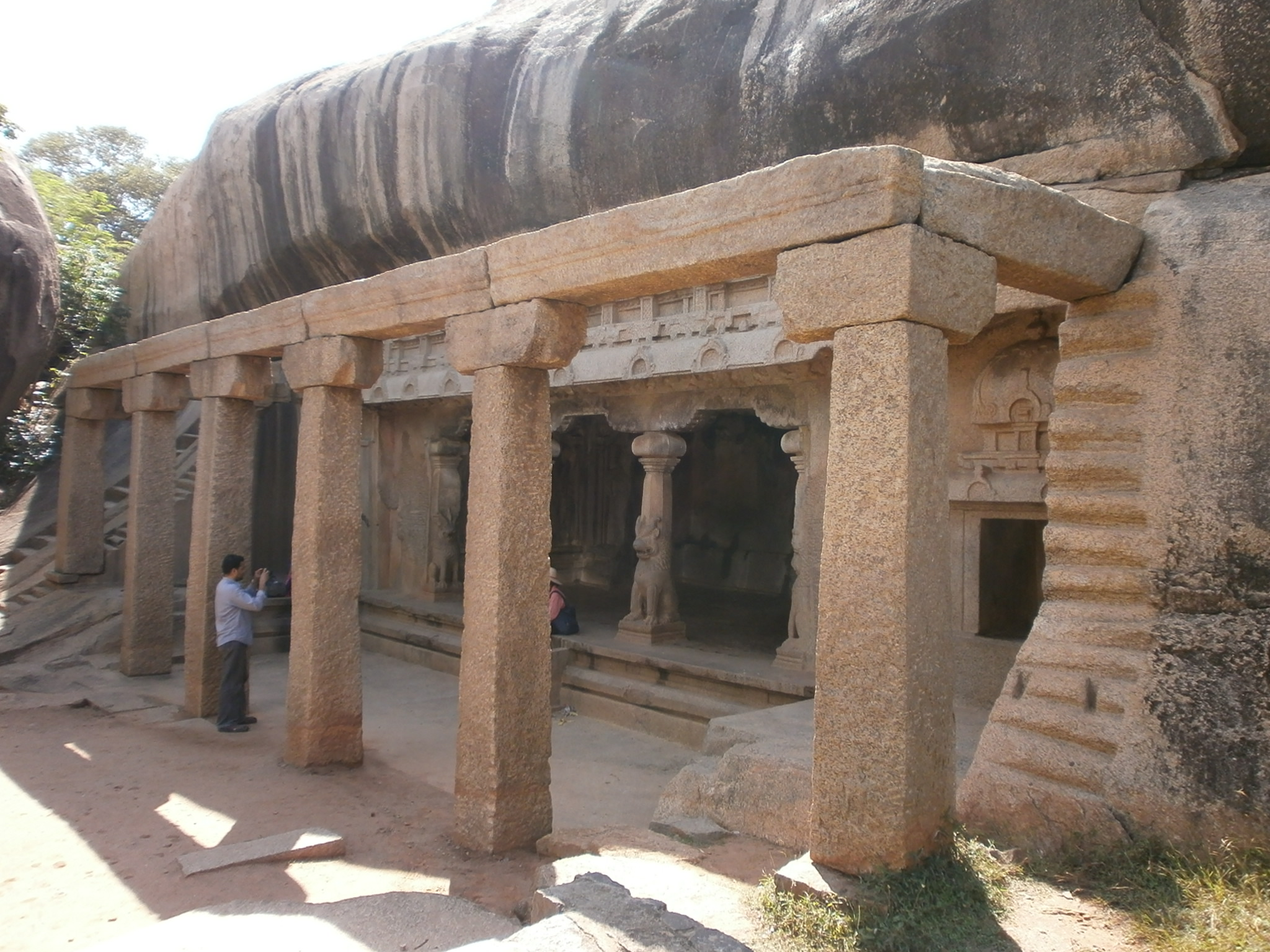
Mahábalipurami mandapa

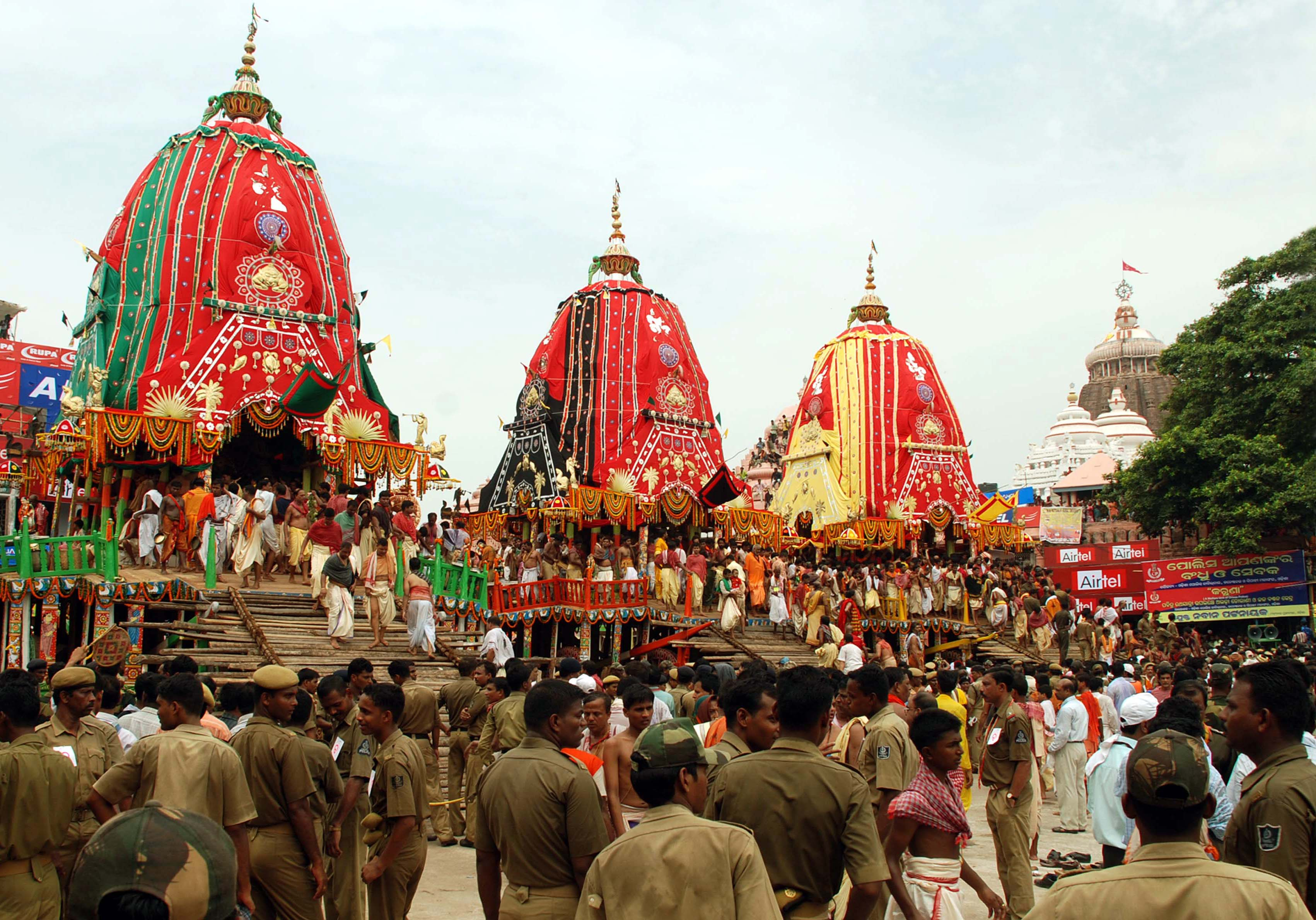
Fesztivál Puriban

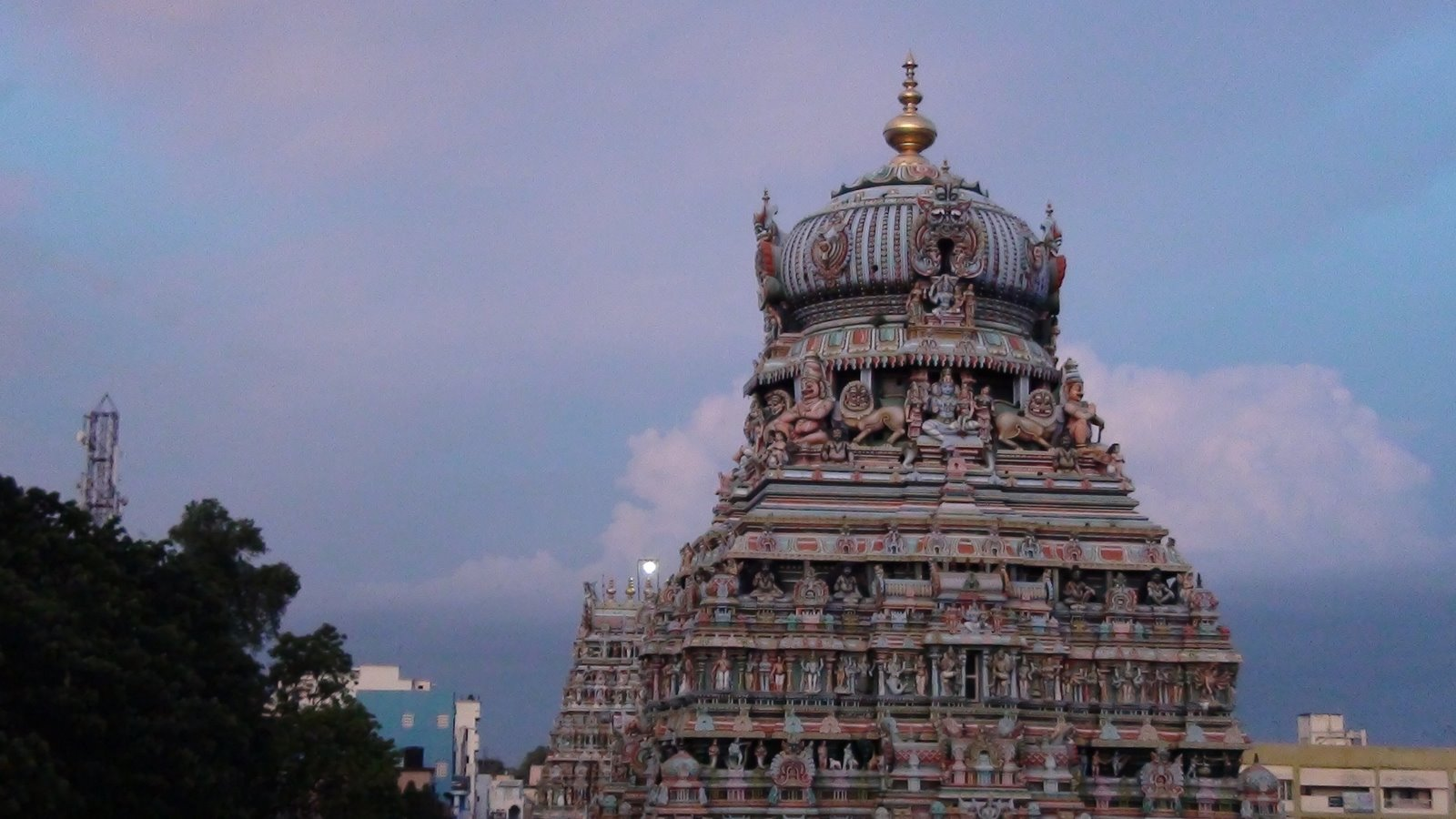
Maduráji vaisnava templom

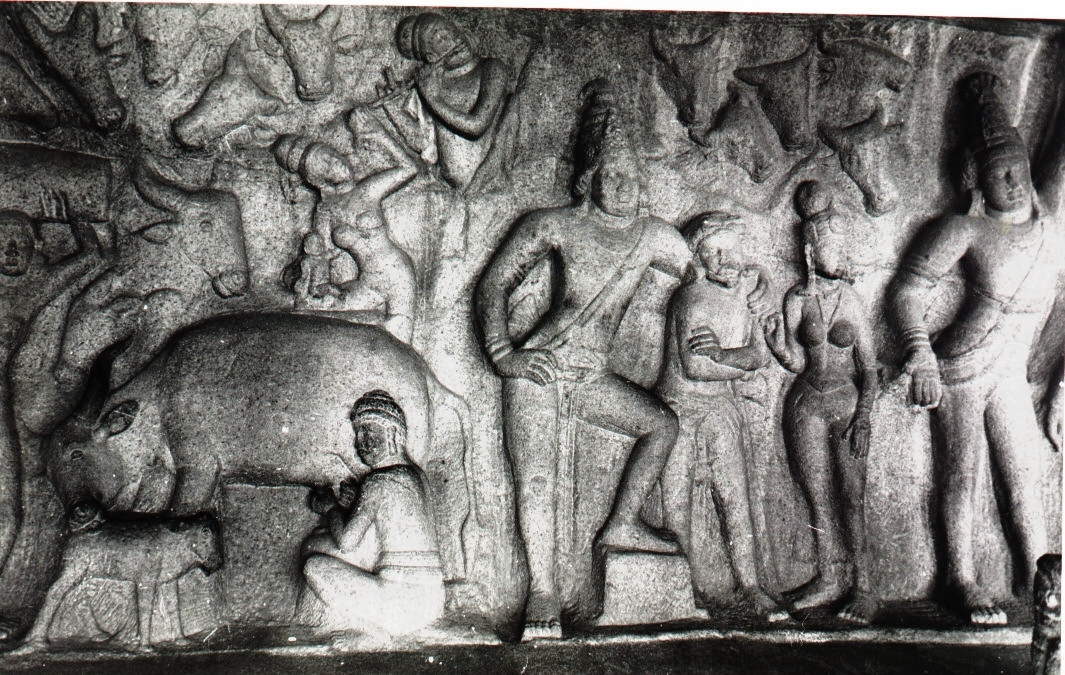
Krisna a Góvardhana hegyén, India Tamilnádu, (Pállava dinasztia korából)

Háre-Krisna mantra

A Vaisnavizmus vagy visnuizmus (dévanágari: वैष्णव धर्म; magyar átírásban: vaisnava dharma) a saivizmus, saktizmus mellett a hinduizmus három fő ágának egyike. Elsődleges és legfőbb istennek Visnut, vagy annak egy megtestesülési formáját, avatáráját ismeri el.
A vaisnaizmus alapját Visnu földre szállásainak mítosza képezi. E tanítás szerint, amikor a világ végveszélybe kerül, Visnu avatára formájában leszáll a földre, hogy megmentse azt. Visnunak 10 fő avatárája ismert, a vaisnavizmus szempontjából a két legjelentősebb Ráma és Krisna.
Hívői a vaisnavák vagy visnuiták. Leginkább India északi tartományaiban vált uralkodó vallási áramlattá. Számtalan kisebb közösségre oszlik, amelyek Visnu más és más avatáráját imádják. A fő vonulatát a helyi törzsi vallások színezik, és az ismert történeti személyiségek formálják tovább.
Visnu már a legősibb védában, a Rigvédában megjelenik, mint napisten, a legfőbb isten, Indra öccse. A vaisnava tanítás, mely szerint az egész univerzum Isten teste, szintén feltűnik a Rigvédában, a Purusa-szúktában. A Mahábhárata egyik fejezete a Bhagavad-gíta, amelyben Visnu elmondja, hogy az ő imádatával az ember elérheti a teljességet. Ez a későbbi bhaktizmus alapja. A vaisnavizmus legfontosabb szent iratai a puránák és a szamhiták. Ezek közül legismertebb a Visnu-purána, amelyet kinyilatkoztatásnak, srutinak tartanak.
A vaisnavizmus mai híveinek száma háromszázmillió körül van, zarándokhelyeik India minden részén megtalálhatók. Legjelentősebbek északon Ajodhja és Mathura-Vrindában, keleten Puri és Májápur, délen Szrírangam és Tirupati.

## Helye a hinduizmusban
A világon mintegy 800 millió ember vallja magát hindunak. A hinduizmus nem rendelkezik ismert alapítóval, gyökerei a történelem előtti időkre nyúlnak vissza. A mai hinduizmus három legnépesebb ága a Visnu imádó vaisnavizmus, a Siva imádó saivizmus és a női isteni megjelenést, saktit (anyaistennő, Mahádévi) imádó saktizmus. A hatalmas mennyiségű hindu vallási szövegekből minden irányzat egyes részeket tart kiemelkedően fontosnak.
A vaisnavizmus számára a legfontosabb a Visnu-purána és a Bhágavata-purána vagy más néven Srímad Bhágavatam.

### Hinduizmus és brahmanizmus
A hinduizmus szó eredetileg földrajzi fogalmat jelöl. Az Észak-Indiába benyomuló muszlimok nevezték először az Indus vidékének lakóit hinduknak, a hitükre alkalmazott szó a hinduizmus. A brahmanizmus a hitet tanító brahmanák nevéből származik. Mára a két szó felcserélhetővé vált. A hinduk önmagukat úgy azonosítják, hogy hitük alapja a dharma, a hinduizmusnak nevezett vallást hívei szanátana dharmának, az „örök törvénynek” nevezik, ez megegyezik a tengernyi szampradában, vallási irányzatban.

### Gyökerek
Az első írott források a szanszkrit nyelvű védák, amelyet az indoiráni nyelvű nép, a 19. századi elnevezéssel „árjáknak” nevezett nép foglalt írásba. Az árja szó szanszkrit nyelven vendégszerető, igaz, nemes, úr jelentéssel bír. A brahmanizmus kialakulása, nevéből eredően az i. e. I. évezredre tehető, ebben az időszakban alakult ki a brahmanák, az indiai papság vezetőszerepe.
A szűkebb értelemben vett, mai hinduizmus a buddhista, dzsainista és az dharma alapú vallás vetélkedésé során alakult ki. A reform akkora változással járt, hogy a régebbi brahmatikus hittől megkülönböztetendő, hinduizmus néven szokás említeni. Ekkor alakul ki a személytelen, abszolút, nehezen megfogható Brahman helyett a trimúrti, Brahma, Visnu és Siva isten hármassága. Brahma kultusza nem terjed el, viszont Visnu tiszteletéből kialakul a vaisnavizmus, Siva tiszteletéből a saivizmus.
A tágabb értelemben vett hinduizmuson értjük a mai hinduizmus gyökereit is. A hinduizmus egyik lényeges eleme, hogy mindegy milyen úton indul el a hívő, milyen vallási irányzatot követ, azaz milyen néven nevezi istenét, a végeredmény ugyanaz. Ebből adódik, hogy minden vallásból, amellyel találkozott, valamennyit beolvasztott a hinduizmusba is. A hinduizmus ma is nyitott az új eszmékre, amennyiben az beilleszthető a dharmáról alkotott felfogásukba.

## Bhakti és darsana
A bhakti az istenség iránti áhítatos odaadás, feltétlen szeretet. Célja, hogy az ember megszabadulhasson a szanszárától, az állandó újjászületéstől. Ehhez nyújt segítséget a vaisnava számára Visnu. Visnu jóindulatának elnyeréséhez a bhaktin keresztül vezet az út, feltétlen odaadásával kell elnyernie Visnu bizalmát.
A darsana jelentése látás, a képmásokban látni az istenséget, a vaisnavizmusban Visnut. A vaisnava teológia alapját képező Páncsarátha doktrina szerint Visnu, aki transzcendens valójában elérhetetlen a hívek számára, fokozatosan tette magát láthatóvá. Kezdetben vjúha szállt alá, majd avatárái jelentek meg, ezután mint antarjámin minden ember szívébe beleszállt, végül árcsávatáraként a kő- vagy fémszoborba. Az istenné átlényegült szobrot múrtinak nevezzük. A megtestesülés nem teljes, minden múrtinak más az ereje. A múrti a templom központi eleme.
A múrti létrejöhet egy meglévő szoborból is, ilyenkor Visnu álomban jelenik meg, és vezeti a hívőt a szoborhoz. Amennyiben a szobrot a művész a silpa-sásztrákban, a hindu templomépítészeti és képzőművészeti tankönyvekben leírtaknak megfelelően készíti, és utána felszentelik, a szobor szintén múrti lesz. Visnu iránti legnagyobb odaadásnak számít, ha valaki lakhelyet is készít a múrti számára, azaz a hagyományoknak, szent leírásoknak megfelelően templomot, kegyhelyet építtet.
A képmásokhoz bonyolult szertartások tartoznak. Úgy bánnak vele, mint egy kedves vendéggel. Öltöztetik, étellel kínálják, kocsira emelve sétálni viszik, a nagy meleg elől hűvösebb helyre költöztetik.

## Története

### Visnu megjelenése
Visnu már a legősibb védában, a Rigvédában megjelenik, mint napisten, a legfőbb isten, Indra öccse. A vaisnava tanítás, mely szerint az egész univerzum Isten teste, szintén megjelenik a Rigvédában, ez a Purusa-szúkta. A legrégibb Visnuval kapcsolatos mítosz a trivikrama (Visnu három lépése). Ez a történet lehet az őse Visnu ötödik, törpe avatárájának (Vámana-avatára). Visnunak tíz fő megtestesülését ismeri a hinduizmus, ez a dasavatára (tíz avatára). A vaisnavizmus szempontjából a hetedik és a nyolcadik megtestesülés a legfontosabb. Hetedik megtestesülése Ráma, erről a Rámájana eposz regél. Nyolcadik, a teljes megtestesülésének tekintett Krisna, akinek történetét a Mahábhárata tartalmazza. A Mahábhárata része a Bhagavad-gíta, amelyben Visnu elmondja, hogy az ő imádatával az ember elérheti a teljességet. Ez a későbbi bhaktizmus alapja.

### A korai bhakti-mozgalmak
A 7. századtól Dél-Indiában a független tamil királyságokban (Tamilakam) a buddhizmus, mint az ellenség (Kalábhrák) által erőszakosan terjesztett vallás nem tudott tért hódítani. Egyes elemei azonban, mint például a Bódhíszattva-bhaktiból a bhakti beépült a kultúrába, így alakult ki a saiva-bhakti, majd a vaisnava-bhakti. A bhakti ideájában a társadalmi helyzet, a származás sem játszik szerepet, egyedül az imádott istennel (Siva, Visnu) és a többi hívővel fenntartott kapcsolat a fontos. A bhakti-hívők továbbra is az egyéni megváltás lehetőségét hirdetik. A tamil vaisnava-bhakti költők az ázsvárok (szanszkritos formában: álvár). A 7. és 10. századi tamil ázsvár költők munkáit a 10. század közepén Nádamudi (szanszkritos formában: Náthamuni) rendezte egy antológiába Nálájira pirabandam (Négyezer prabandha) címmel. Legkiválóbb ázsvár költők: Perijázsvár, Ándál, Tirumangai Ázsvár és Nammázsvár (szanszkritos formában: Nammálvár). Az ázsvár antológia, a Nálájirappirabandam bevezetője részben már szanszkrit nyelven íródott.
A 11. századtól India északi részén már terjedt az iszlám, így a dél-indiai területekre húzódtak vissza a szanszkrit hagyományok. A viszonylag független és erős tamil királyságokban tovább tudott fejlődni és megerősödni a hagyományos hindu kultúra is.
A 12. századtól kezdve a vaisnava istentisztelet bhaktival átfűtött formája fokozatosan visszatért és elterjedt egész Észak-Indiában. A Ráma és Krisna életéhez kapcsolódó helyeket, mint Ajodhja és Vrindában, újjáélesztik, zarándokhelyekké válnak. Világhírű irodalmi művek születnek, mint Dzsajadéva Gíta Govindája, mely Weöres Sándor fordításában magyarul is olvasható. Művelői között találunk nőket, mint Ándál (korai tamil) és Mírábáj (16. század, Rádzsasztán-Gudzsarát), és kaszton kívülit is mint Ráidász.
A 15. században Csandídás (bengáli: চণ্ডীদাস), a nagy bhakta költő énekelte meg a tehénpásztorlány (gopi) jelképébe öltöztetett emberi lélek, és a Legfőbb Pásztor, Krisna szerelmes egyesülésének misztériumát.

## Vaisnavizmus irányzatai
A 14. században a vaisnava vallási vezetők a számtalan közösséget négy fő irányzatra, szampradákra osztották. Minden későbbi vaisnava felekezet akkor válik elismertté, ha valamelyik irányzathoz tartozik. A négy irányzat négy vallási vezetőhöz kapcsolódik, a srivaisnavizmus Rámanudzsához, a brahma Madhvához, a kumára Nimbárkához, a rudra Visnuszvámihoz és Vallabhához.

### Srivaisnavizmus
Visnut és Srít együtt tisztelő hindu kultusz. A kultusz kialakulásakor Srí és Visnu még külön istenségek, akik később összeolvadtak. Az összeolvadás jelét Visnu a testén viseli, mellkasának bal oldalán, ez a srívatsza. A későbbiek folyamán Srít mint Visnu hitvesét említik, így összekapcsolódik Laksmival, és annak megjelenési formáival is, mint Rádhával, a Visnu-avatára Krisna párjával. A női és a férfi oldal egyenrangú.
A kultusz főleg Dél-Indiában virágzik, az ázsvárok hagyományaira épül. Elfogadják a Védákat és az ázsvár himnuszokat, főleg a Tiruvámolit, amelyet egyenrangúnak tartanak az upanisadokkal. Jellemzőjük a bhakti, az istennek való teljes önátadás. Gyakorolják a darsanát, vagyis képmásokon keresztül tisztelik Istent.
Kialakulása a 9-10. századra tehető, központja a dél-indiai Srírangam városa a Kaveri folyó egyik szigetén. Első szellemi vezetője a tamil Nádamudi (szanszkrit: Náthamuni) volt, aki felvette a szent iratok közé a tamil vaisnava-bhakti költők, az ázsvárok (szanszkritos formában: álvár) himnuszait. Ez azt jelentette, hogy a dalokat ettől kezdve a templomokban énekelhették.
A 11. században a város és a mozgalom szellemi vezetője Rámanudzsa lett, új központot is kialakított Tirupatiban. A terjeszkedést a Csola királyság saiva felekezetű királya, I. Kulothunga Csola szakította meg, amikor száműzte Rámanudzsát, aki 12 évet töltött a szomszédos Maiszúri Királyságban. A maiszúri király templomot épített Melkótban, Rámanudzsa itt töltötte száműzetését. A vaisnava-védántát tárgyaló művei mellett kialakította a vaisnava templomok vallásgyakorlati formáját, majd kinevezte az ácsárjákat, akikhez a későbbiekben a doktrinális és vallásgyakorlati kérdésekkel lehetett fordulni. Ezt tekintik a vaisnavizmus kiindulásának.
A srívaisnavizmus módosított monizmus, melynek tanítása szerint Visnu a teremtő, fenntartó és megváltó istenség. A világegyetem nem májá (illúzió), hanem isten teste. Az istenség egész, az emberek ennek függő részei. Az emberek eredetüknél fogva tiszták, csak belekerültek a szanszárába, az élet körforgásába, ezért boldogtalanok. Az emberek elfelejtették ezt, de egy tanító, a guru segítségével visszatalálhatnak önmagukhoz, és ezzel Visnuhoz.
Jelenleg két irányzatuk van, a déli, Káncsipuram központtal, és az északi Srírangam központtal. A 14. században vált ketté, nyelvi és hitértelmezésbeli viták miatt.
A déli ág egyenrangúnak tartja a tamil és a szanszkrit nyelvű szövegeket. A macskaiskolának is nevezett ág úgy tartja, hogy ahogy a macska a kölykét menekíti ki a tűzből, úgy Visnu is kimenekíti az embert, nincs szükség az ember tevékenységére.
Az északi ág a szanszkrit szövegeket tekinti elsődlegesnek. Ezt az ágat majomiskolának is nevezik, mert úgy tartja, hogy ahogy a kölyökmajomnak is kapaszkodnia kell anyjába, ugyanúgy a hívőnek is tennie kell saját megmentéséért.

### Brahma irányzat
Az irányzat tanainak első megfogalmazója: Madhva (1238-1317). Főműve a Dvaita védánta, a Brahma-szútra kommentárja. Madhva a mai Kannada állam területén született, tanítómestere a Ánandatirtha nevet adta neki, majd a kolostor vezetője lett. Dvaita-védánta című művében (jelentése: dualista védánta) öt pontban fogalmazta meg az abszolút és az ember közötti különbséget. A mulandó lények gyökeresen különböznek az élettelen anyagtól, a brahmantól és egymástól. Isten és az ember közötti kapcsolat bimba-pratibimba, azaz kép-tükörkép, Isten az őseredeti létező, minden tudás forrása, az emberek csak ennek árnyai. A világi kötelékektől csak Isten kegyelméből lehet megszabadulni.
Madhva szerint vannak emberek, akik sosem tudnak kiszabadulni a szanszára körforgásából A kiszabadulásnak egyetlen útja létezik, a bhakti, ezzel lehet elnyerni Visnu kegyét, aki eldönti, hogy a világhoz láncolja, vagy megszabadítja az embert. A bhakti révén a hívők eljuthatnak a száksátkára állapothoz, amikor megpillanthatják a testet öltött istent. A megszabadult lelkek eljuthatnak Istenhez, de itt is istennek vannak alárendelve. Érdekessége, hogy az emberek közötti különbségek még itt is megmaradnak.

### Kumára vagy Szamakádi
Dualisztikus monizmus, mely szerint az egyéni lelkek és az anyag világa különbözik is és nem is különbözik az istenségtől. Alapszövege a Nimbárka (11. század) által írt Dvaitádvaita. Mint a többi irányzat megalapozó irata, ez is a Brahma-szútra kommentárja.
Nimbárka tanításában három kategóriát különböztet meg: ezek cit, acit és Ísvara. Ísvara az istenség, mint elvont fogalom, cit a lélek, az élvező, az acit a világ, az élvezet tárgya. Ísvara önmagában is létező, míg a cit és az acit Ísvarától függnek. A példa szerint úgy, mint a nap és a nap sugarai. Tanításának lényege ezek különbsége. Ugyanakkor a cit és acit nem különbözik Ísvarától, mert semmi nem létezhet Ísvarán kívül.

### Rudra irányzat, Vallabha pustimárgája
Visnuszvámi által indított irányzat mai formáját Vallabha alakította ki. Vallabha (1481-1533) telugu származású brahmana dolgozta ki a pustimárga, „A gyarapodás útja” nevű vaisnava-védánda irányzatot. Az irányzat „tiszta monizmus”, mely szerint az isten azonos a világmindenséggel. Legjelentősebb szent irata a Bhágavata-purána, ezt tartja a Brahma-szútra egyetlen hiteles kommentárjának.
Meglátása szerint lehetetlen megállapítani, hogy Isten miért választ ki valakit, illetve másokat, akik az emberek szerint megérdemelnék, vagy miért nem. Az isteni kegyelem ok nélküli, a híveknek fel kell készülni az elfogadására, de befolyásolni nem tudják.
A pustimárga liberális irányzatnak minősül, befogadja a nőket, gyerekeket, még a kaszton kívülieket is. Példaképei a vrindávani gópik, akik mások megvetésével nem törődve imádják és követik Krisnát, Visnu megtestesült formáját. A móksa helyett a nitja-lílát (örök szerelmi játék) hirdeti, ezt tekinti az elérendő célnak.
Isten tiszteletének formája központi helyet foglal el a pustimárgában. Megkülönbözteti a szévát, (szertartás, szolgálat) és a púdzsát (istentisztelet). Szévának csak Srí Góvardhananátha (Náthadzsi) képmása előtt bemutatott istentisztelet minősül, ezt tekinti az isten valódi jelenlétének.

### Újabb irányzatok
A 15. században jelenik meg a Brahma vonulathoz tartozó Gaudíja-szamprada, amely szerint az egyéni lelkek és az anyag világának az istenséghez való viszonya gondolkodással nem megragadható. Alapító mestere Csaitanja (1486-1533). Szerinte a legfőbb boldogság Krisna szeretőjével, Rádhával azonosulni, és magát Krisna szerelmes ölelésének átadni.
Az ő utódjának tekintette magát A. C. Bhaktivedánta Szvámi Prabhupáda, aki 1965-ben New Yorkba költözött, és ott megalapította a Krisna Tudatúak közösségét (ISKCON), amely Magyarországon is elterjedt.